# Ligeria rostrata
Ligeria rostrata är en tvåvingeart som beskrevs av Herting 1971. Ligeria rostrata ingår i släktet Ligeria och familjen parasitflugor. Inga underarter finns listade i Catalogue of Life.